# Guillaume d'Aubigny (2e comte d'Arundel)
Pour les articles homonymes, voir Guillaume d'Aubigny.
Guillaume d'Aubigny, 2e comte d'Arundel (né entre 1138/1150, mort le 24 décembre 1193), également nommé William de Albini III, il est le fils de Guillaume d'Aubigny 1er comte d'Arundel et d'Adélaïde de Louvain la veuve d'Henri Ier.
Déjà Comte de Sussex, il succède à son père en 1176. Il épouse Maud de Saint-Hilaire, la fille et héritière de Jacques de Saint-Hilaire, seigneur de Field Dalling (Norfolk), dont Guillaume d'Aubigny qui lui succède, ainsi que deux autres fils nommés Alain et Geoffroy dont on ignore tout. Sa fille Mathilde d'Aubigny épouse Guillaume de Warenne 5e comte de Surrey. Il est inhumé dans ce qui deviendra la sépulture familiale l'abbaye de Wymodhan.